# Tombies
Els tombies són els membres d'un clan ijaw que viuen a l'est del delta del Níger, a Nigèria. Van ser fundats abans del segle xiii quan els seus avantpassats van emigrar d'Ekpetiama-Tombia, al centre del delta del Níger.

## Història
Els tombies, quan emigraren del centre del delta del Níger abans del segle xiii es van assentar a la costa atlàntica a on actualment hi ha Nyankpo, que posteriorment fou habitada per ibanis. Els tombies hi van viure abans que aquests últims. Degut a l'erosió causada per l'oceà Atlàntic, els tombies van tornar a emigrar, primer a Elo-Tombi, a la zona andoni, van passar per Bregede, a on van fundar la ciutat de Finima, després a Elem-Tombia i finalment a Ekule-Kiri-Tombia, que és l'actual ciutat de Tombia. La fundació de la ciutat moderna de Tombia es degué a la guerra civil kalabar que va succeir entre el 1879 i el 1881.